# Гранде, Бенцион Меерович
Бенцио́н Ме́ерович Гра́нде (15 (27) августа 1891, посад Сударги, Мариампольский уезд, Сувалкская губерния, Российская империя (ныне Сударгас, Шакяйский район, Мариямпольский уезд, Литва) — 8 июля 1974, Москва) — востоковед-семитолог, один из создателей советской школы арабистов. Кандидат филологических наук (1935), профессор (1946).

## Биография
Окончил медицинский факультет Московского университета (1918) и Московский институт востоковедения (экстерном, 1922).
Накануне Первой мировой войны посетил Палестину. Участвовал в Первой мировой и Гражданской войнах в качестве полевого врача.
В 1923—1929 годах — преподаватель МИВ.
В 1929—1944 годах — научный сотрудник Института народов Востока ЦИК СССР.
С 1944 года — преподаватель МГУ, в том числе заведующий кафедрой арабской филологии филологического факультета (1944—1960), профессор-консультант Института восточных языков при МГУ (c 1960 года).
В 1964 году был удостоен премии имени М. В. Ломоносова.

## Научное наследие
Автор около 50 работ по семитскому языкознанию, в том числе грамматики литературного арабского языка, сравнительной семитологии («Курс грамматики арабского языка в сравнительно-историческом освещении», 1963). Редактор «Иврит-русского словаря» Ф. Шапиро, автор заключающего словарь «Грамматического очерка языка иврит» (1963).

### Труды
- Грамматические таблицы арабского литературного языка. — М., 1950.
- Die Sprachen der Völker der Union der Sozialistichen Sowiet Republiken. — Halle, 1954.
- Курс арабской грамматики в сравнительно-историческом освещении. — М., 1963; 1998; 2001.
- Введение в сравнительное изучение семитских языков. — М., 1972; 1998.

## Монографии
- Грамматические таблицы арабского литературного языка / Б. М. Гранде. — М.: Издательство Московского университета, 1950. — 175 с.
- Ф. Л. Шапиро. Иврит-русский словарь: Около 28 000 слов / Сост. Ф. Л. Шапиро; Под ред. проф. Б. М. Гранде; С приложением краткого грамматического очерка языка иврит, сост. проф. Б. М. Гранде. — М.: ГИС, 1963. — 766 с.
- Курс арабской грамматики в сравнительно-историческом освещении / Б. М. Гранде; Академия наук СССР. Институт народов Азии. — М.: Издательство восточной литературы, 1963. — 594 с.; 2-е изд. — РАН, Институт востоковедения, МГУ имени М. В. Ломоносова. Институт стран Азии и Африки. — М.: Восточная литература, 1998. — 592 с.; М.: Издательская фирма Восточная литература РАН, 2001. — 592 с.
- Введение в сравнительное изучение семитских языков / Б. М. Гранде; АН СССР. Институт востоковедения. Московский государственный университет имени М. В. Ломоносова. Институт стран Азии и Африки. — М: Наука, 1972. — 442 с.; — 2-е изд. — РАН, Институт востоковедения, МГУ имени М. В. Ломоносова, Институт стран Азии и Африки. — М.: Восточная литература, 1998. — 439 с.